# Споменици Народноослободилачке борбе
Споменици посвећени Народноослободилачкој борби народа Југославије од 1941. до 1945. године постављани су широм Југославије у виду фигурално-уметничких дела, архитектонских објеката, спомен-маузолеја, скулптура, спомен-бисти, спомен-плоча, спомен-зграда, спомен-гробља и др. Према непотпуним подацима у Социјалистичкој Федеративној Републици Југославији подигнуто је око 15.000 споменика посвећених Народноослободилачком рату (од тога 6.000 отпада на подручје Хрватске, 1.000 на Словенију итд.). Многи ови споменици срушени су или оштећени током распада СФРЈ деведесетих година.

## Историјат
Током прве деценије након Другог светског рата, многи споменици посвећени погинулим партизанима и жртвама фашизма израђени су у традиционалном реалсоцијалистичком стилу, по узору на споменике у Совјетском Савезу. Након Резолуције Информбироа 1948. и разлаза Тита са Стаљином, на свим пољима се радило да се Југославија разликује од Совјетског Савеза па тако и у изградњи споменика и спомен-обележја посвећених Другом светском рату. Као резултат те нове политике, бројни споменици посвећени Народноослободилачкој борби и жртвама фашизма дизајнирани у стилу апстрактног експресионизма, геометријске апстракције и минимализма.
Током грађанског рата на подручју бивше Југославије, уништени су или измештени многи споменици посвећени Народноослободилачкој борби. На подручју Хрватске уништено је преко 3.000 спомен-обележја (од чега 740 отпада на споменике, остало су бисте и спомен-плоче), а међу њима се истичу: Споменик „Победе народа Славоније“ у селу Каменска, рад вајара Војина Бакића, срушен 1992. године; споменик народном хероју Стевану Филиповићу у Опузену, рад Мира Вуча, срушен 1991. године; споменик „Туђе нећемо - своје не дамо“ на Вису, рад Антуна Аугустинчића из 1964, уклоњен 1994. године; Споменик народном хероју Николи Миљановићу Караули у Подравској Слатини, срушен 1991. године и др. На подручју Босне и Херцеговине срушени су споменици: „Палим борцима“ у Ливну, рад Антуна Аугустинчића из 1952, срушен 1992. године; „Палим борцима“ на Макљену, код Прозора, рад Бошка Кућанског из 1978. године, срушен 2000. године; као и споменици у Дрвару, Босанском Петровцу и Босанском Грахову.
Досад је у Хрватској влада финансирала обнављање само Титове бисте у Кумровцу, споменика „Позив на устанак“ у Бјеловару и споменик устанку у Србу. Локалне власти обновиле су досад око 300 споменика мање уметничке вредности. Августа 2011. године, Савез антифашистичких бораца и антифашиста Републике Хрватске покренуо је „Апел за обнову седам капиталних споменика НОБ-у“. Иницијативни одбор апела предводи бивши хрватски председник Стјепан Месић. Апел је досада потписало око 150 особа из културног и политичког живота Хрватске.

## Списак аутора значајнијих споменика
- Антун Аугустинчић
  - Споменик „Захвалности Црвеној армији“, 1947. година - посвећен борцима совјетске Црвене армије, погинулим у Батинској бици, постављен у меморијалном комплексу „Батинска битка“.
  - Споменик „Маршал Тито“, 1946. година - најпознатији споменик Јосипу Брозу Титу, изливен у неколико примерака, коју су постављени: у Кумровцу, испред Титове родне куће, 1948. године; у Титовом Велењу, 1977. године; у музеју „Прве пролетерске бригаде“ у Рудом (данас се налази у Ужицу); у дворишту музеја Историје Југославије (испред Куће цвећа) и на још неколико локација.
  - Споменик „Ношење рањеника“, 1952. година - изливен у неколико примерака, коју су постављени: У Ливну, 1952. године (називан и Споменик „Палим борцима“, срушен 1992. године од стране ХВО-а); у Имотском (тешко оштећен); у Вуковару (оштећен пропуцавањем); на Ветеринарском факултету у Загребу 1953. године; у Дервенти, 1966. године (у мало измењеном облику); у Крапинским Топлицама, 1973. године; и на Медицинском факултету у Загребу 1983. године.[5]
  - Споменик „Црвеноармејац“, 1954. година - постављен на Гробљу ослободилаца Београда 1944. у Београду.
  - Споменик „Палим Крајишницима“, 1961. година - налази се на Бањ брду (раније Шехитлуци), код Бање Луке.
  - Споменик „Туђе нећемо - своје не дамо“, 1964. година - постављен на острву Вису, уништен и уклоњен 1994. године.
  - Споменик „Устанку“, 1965. година - подигнут у Сиску.
  - Споменик Влади Зечевићу, 1973. година - постављен у Лозници.
- Борка Аврамова
  - Споменик „Победи“ (познат и под именом „Жена борац“), 1961. година - постављен у Тетову.
- Коста Ангели Радовани
  - Споменик „Устанка у Дрежници“, 1949. година - постављен у Партизанској Дрежници.
  - Споменик „Ради Кончару и друговима“, 1961. година - подигнут у спомен парку Шубићевац у Шибенику. Посвећен Ради Кончару и осталих 25 антифашиста које су у парку Шубићевац стрељали италијански фашисти 22. маја 1942. године. У изградњи споменика учествовао је и архитекта Зденко Колацио.
  - Споменик „Револуцији“, 1962. година - постављен у Куманову.
- Ђорђе Андрејевић Кун
  - Споменик-мозаик „Револуцији“, 1957. година - постављен у Ивањици. У изградњи споменика учествовали су и Нада Худе, Милош Гвозденовић и Љуба Лах.
- Војин Бакић
  - Споменик „Позив на устанак“, 1946. година - изливен у три примерка, који су постављени: у спомен-парку Борик у Бјеловару (познат и под називом „Бјеловарац“, постављен 1947, срушен 1991, обновљен 2010); у Београду, испред Музеја „4. јули“ и у Војном музеју у Београду.
  - Споменик „Палим борцима“, 1947. година - подигнут у Колашину.
  - Споменик „Пред стрељање“ (познат и под називом „Гудовчан“), 1955. година - постављен спомен−парку код села Гудовцу, код Бјеловара (срушен 1991. године од стране Хрватске војске).
  - Споменик Ивану Горану Ковачићу, 1960. година - постављен у Луковдолу.
  - Споменик народном хероју Стевану Филиповићу, 1960. година - подигнут на брду Видаку, код Ваљева.
  - Споменик „Револуцији“ (познат и под називом Споменик „Победе народа Словеније“), 1968. година - подигнут у селу Каменска, на раскрсници путева Славонска Пожега-Пакрац-Воћин (срушен фебруара 1992. године од стране Хрватске војске).
  - Скулптуре у Спомен-парку „Дотршћина“, 1968. година - аутор је централног споменика „Палим жртвама“ и 6-7 скулптура, које су постављене у спомен-парку „Дотршћина“, код Загреба. Током 1990-их су биле оштећене, али су касније обновљене.
  - Споменик на Петровој гори, 1981. година - подигнут на највишем врху Великом Петровцу. Посвећен Народноослободилачкој борби и жртвама фашистичког терора на Кордуну. У периоду после 1995. године оштећен и девастиран.
- Стојан Батич
  - Споменик „Палим борцима“, 1958. година - постављен у Доњем Логатецу.
  - Споменик револуционару Борису Кидричу, 1963. година - подигнут у Марибору.
  - Споменик Дражгошкој бици, 1977. година - подигнут код Дражгоша. Стојан Батич је аутор скулптура бораца, Борис Кобета аутор архитектонске структуре споменика, а Иве Шубиц аутор мозаика на споменику.
- Ана Бешлић
  - Споменик „Стрељаним партизанима“, 1961. година - подигнут код Партизанских Вода. Посвећен стрељаним партизанским рањеницима новембра и децембра 1941. године. У изградњи споменика је учествовала и Јованка Јефтановић.
- Богдан Богдановић
  - Споменик „Јеврејским жртвама фашизма и палим борцима“, 1952. година - постављен на Јеврејском гробљу у Београду.
  - Спомен-гробље у Сремској Митровици, 1960. година.
  - Могила непобеђених, 1961. година - постављен у спомен-парку „Револуције“ у Прилепу.
  - Спомен-парк Слободиште, 1964. година - на брду Багдала, код Крушевца.
  - „Партизанска некропола“, 1961-65. година - Партизанско спомен-гробље у Мостару.
  - Споменик „Камени цвет“, 1966. година - меморијални комплекс Јасеновац, код Јасеновца.
  - Споменик „Револуције“, 1964-71. година - постављен у Лесковцу.
  - Споменик „Палим борцима Револуције“, 1973-75. година - постављен у Власотинцу.
  - Спомен-комплекс „Палих бораца Револуције“, 1974. година - код Штипа.
  - Спомен-парк „Дудик“, 1980. година - код Вуковара.
  - Спомен-парк „Борбе и победе“, 1970-80. година - код Чачка.
  - Спомен-парк „Попина“, 1978-81. година - код Трстеника. Посвећен борцима Краљевачког партизанског одреда погинулим у борби са Немцима 13. октобра 1941. године.
- Стеван Боднаров
  - Споменик народном хероју Јанку Чмелику, 1949. година - постављен у Старој Пазови.
  - Гробница народних хероја, 1949. година - бисте: Ђуре Ђаковића, Ивана Милутиновића и Иве Лоле Рибара на Гробници народних хероја на Калемегдану.
  - Споменик стрељанима у Јајинцима, 1951. година - постављен у спомен-парку Јајинци, у Јајинцима, код Београда.
  - Споменик „Партизански курир“, 1955. година - изливен у неколико примерака, који су постављени: испред куће (у којој је одржано саветовање Главног штаба) у Столицима, код Крупња, 1955. године; испред спортског центра „Шумице“ у Београду и др.
- Јанез Бољка
  - Споменик борцима Горице и Бенешког краја, 1962. година - постављен у Горишким Брдима.
  - Споменик „Таоцима и борцима“, 1965. година - постављен у Желама код Љубљане. У изградњи споменика учествовао је и архитекта Феђа Кошир.
- Бранко Бон
  - Споменик „Палим борцима“, 1963. година - постављен у Жабљаку.
- Војислав Вујисић
  - Споменик „Палим борцима и жртвама фашизма“, 1967. година - подигнут у Андријевици.
- Шиме Вулас
  - Споменик „Подхумским жртвама“, 1970. година - подигнут на месту некадашњег села Подхум код Ријеке, чије су становништво 1942. године италијански фашисти у целости побили, а село спалили.
- Нандор Глид
  - Споменик „Палим борцима у НОР-у“, 1953. година - подигнут у Требињу.
  - Споменик „Балада о вешанима“, 1967. година - постављен у Суботици.
  - Споменик „Сто за једног“, 1980. година - постављен у спомен-парку „Крагујевачки октобар“ у Крагујевцу.
- Јордан Грабулоски
  - Маузолеј „Палих бораца и жртава фашизма“, 1954. година - подигнут у Кичеву.
  - Споменик „Палим борцима“, 1958. година - подигнут код Белчишта.
  - Меморијални комплекс Бутел, 1961. година - у Скопљу. У изградњи је учествовао и архитекта Душан Пецовски.
  - Споменик „Стрељаним омладинцима“, 1962. година“ - подигнут у Ваташи.
  - Споменик „Илинден“ (познат и под називом „Македониум“), 1974. година - подигнут у Крушеву. Посвећен је палим борцима Илинданског устанка и Народноослободилачке борбе. У изградњи споменика учествовали су и Искра Грабулоска и Борко Лазески.
- Анте Гржетић
  - Споменик Бола и Пркоса, 1959. година - постављен у спомен-парку „Крагујевачки октобар“ у Крагујевцу. Посвећен народном хероју Нади Наумовић, јединој жени стрељаној током масовног стрељања у Крагујевцу, октобра 1941. године.
  - Споменим „Отпора и слободе“, 1966. година - постављен у спомен-парку „Крагујевачки октобар“ у Крагујевцу.
  - Споменик „Мајци и кћеркама“, 1967. година - постављен у Тополи. Посвећен народном хероју Даринки Радовић и њеним ћеркама Радмили и Станки, које су четници заклали маја 1943. године, у селу Рајковцу, код Тополе.
- Лојзе Долинар
  - Споменик „4. децембар“, 1953. година - подигнут у Пријепољу. Посвећен је борцима погинулим у Пријепољској бици, 4. децембра 1943. године.
  - Споменик „Стрељаним родољубима“, 1955. година - постављен у Краљеву.
  - Споменик „Револуцији“, 1961. година - постављен у Крању.
- Драго Ђуровић
  - Споменик „Партизану-борцу“, 1957. година - изграђен на брду Горица у Титограду. У изградњи споменика учествовао је и архитекта Војислав Ђокић.
  - Споменик „Палим борцима“, 1959. година - подигнут у Даниловграду.
  - Споменик „Стрељаним омладинцима“, 1959. година - подигнут у Лазинама код Даниловграда. У изградњи споменика учествовао је и архитекта Војислав Ђокић.
  - Споменик „Палим борцима“, 1960. година - подигнут у Пљевљима. У изградњи споменика учествовао је и архитекта Мирко Ђокић.
- Миодраг Живковић
  - Споменик храбрости, 1969. година - постављен у Остри, код Чачка. Посвећен је погинулим борцима Чачанског партизанског одреда, у борби с жандармима и четницима, 4—5. марта 1943. године.
  - Споменик „Палим борцима у Народноослободилачком рату“, 1961. година - постављен у Приштини.
  - Споменик стрељаним ђацима и професорима - „V/3”, 1963. година - постављен у спомен-парку „Крагујевачки октобар“ у Крагујевцу.
  - Споменик „Бици на Сутјесци“, 1971. година - постављен у Долини хероја, на Тјентишту.
  - Спомен-парк „Устанка и Револуције“, 1978. година - Грахово, код Никшића.
  - Споменик „Кадињача“, 1979. година - постављен у Спомен комплексу „Кадињача“, на Кадињачи код Ужица.
- Александар Зарин
  - Споменик „Отпору“, 1961. година - постављен у Ади.
  - Споменик „Палим борцима“ (познат и под називом „Ратници“), 1965. година - постављен у Новом Кнежевцу.
- Борис Калин
  - Споменик „Грамозна јама“, 1947. година - постављен у Љубљани.
  - Гробница народних хероја, 1952. година - подигнута у Љубљани. У изградњи је учествовао и архитекта Едо Михевц.
  - Споменик „Палиум борцима и таоцима“, 1949. година - постављен у Бегуњама. У изградњи споменика учествовао је и архитекта Едвард Равникар.
- Зденко Калин
  - Споменик „Палима на Урху“, 1955. година - постављен на Урху, код Љубљане.
  - Споменик народном хероју Борису Кидричу, 1960. година - постављен у Љубљани.
  - Споменик „Пионирима палим у НОБ-у“, 1962. година - постављен у Љубљани.
- Зденко Колацио
  - Спомен-костурница Владимиру Гортану, 1952. година - подигнута у Берму. У изградњи је учествовао и архитекта Зденко Сила.
  - Споменик „Жртвама фашизма“, 1963. година - постављен у Каменском Вучјаку.
- Маријан Коцковић
  - Споменик „Палим борцима“,1955. година - постављен у Гацку.
  - Споменик „Палим борцима и жртвама фашизма“ - постављен у Гламочу.
- Франо Кршинић
  - Споменик „Стрељање талаца“, 1951. година - постављен у Загребу. Посвећен жртвама фашизма стрељаним у Максимиру, Дотршћини и Раковом Потоку.
  - Споменик „Палим борцима“ (познат и под називом „Рањени курир“), 1953. година - изливен у неколико примерака, који су постављени: на Вису; у Бакру, 1953. године; и у Музеју историје Југославије у Београду.
  - Споменик „Устанку“, 1954. година - посвећен палим борцима и жртвама фашизма котара Сисак, 1991. премештен с Трга слободе у круг спомен-парка „Брезовица“, оштећен.
  - Споменик „Јосипу Брозу Титу“, 1961. година - постављен у на Тргу партизана у Титовом Ужицу, поводом двадесетогодишњице устанка. Августа 1991. године премештен у двориште Народног музеја.
- Богољуб Курпјел
  - Споменик Првој пролетерској бригади, 1961. година - подигнут у Рудом, где је 21. децембра 1941. године формирана Прва пролетерска бригада.
- Бошко Кућански
  - Споменик „Битке за рањенике“, 1978. година - подигнут на Макљену, код Прозора. Посвећен борцима погинулим у бици за рањенике, током Четврте непријатељске офанзиве, марта 1943. године. Уништили га националисти 2000. године.
- Јанез Ленаси
  - Споменик „Прекоморским бригадама“, 1965. година - подигнут у Илирској Бистрици.
- Светислав Личина
  - Споменик „Палим борцима“, 1961. година - подигнут на спомен-гробљу палих бораца НОБ-а у Приштини. У изградњи споменика учествовао је и архитекта Првослав Јанковић.
- Мирко Остоја
  - Споменик „Палим борцима“, 1956. година - подигнут у Билећи.
  - Споменик Иви Лоли Рибару, 1961. година - постављен у Сухом Пољу.
- Томислав Остоја
  - Споменик „Палим борцима Цигленице“, 1972. година - подигнут у Загребу.
- Вања Радауш
  - Споменик „Устанку“, 1950. година - подигнут у Пули.
  - Споменик „Устанку народа Хрватске 1941“, 1951. година - постављен у селу Србу, у Лици, поводом десетогодишњице устанка. Срушен августа 1995. године од стране Хрватске војске, обновљен јула 2010. године.
  - Споменик „Жртвама фашизма“ (познат и под називом „Вешала“), 1956. година - посвећен жртвама фашизма у логору Јадовно, подигнут у Госпићком Јасиковцу (срушен након операције „Медачки џеп“ од стране Хрватске војске).
- Рајко Радовић
  - Споменик „Крила галебова“, 1962. година - подигнут у Подгори. Посвећен оснивању Партизанске морнарице, 1942. године
- Иван Саболић
  - Споменик „Хусинским рударима“, 1956. година - постављен у Тузли. Посвећен хусинским рударима погинулим у Хусинској буни 1920. и Народноослободилачкој борби 1941—1945. године.
  - Споменик „Три песнице“, 1963. година - постављен у спомен-парку Бубањ, код Ниша.
- Јакоб Савиншек
  - Споменик „Таоцу“, 1953. година - постављен у Новом Месту.
  - Споменик „Палим борцима“, 1959. година - постављен у Квасици (Бела крајина).
- Јован Солдатовић
  - Споменик „Стрељаним родољубима“, 1962. година - подигнут у Спомен-комплексу „Црна Ћуприја“ код Жабља.
  - Споменик „Жртвама рације“, 1971. година - постављен у Новом Саду.
  - Споменик „Жртвама рације“ - постављен у Чуругу.
- Раде Станковић
  - Спомен-рељеф „Ослободиоцима Београда“, 1954. година - постављен на Гробљу ослободилаца Београда у Београду.
- Ратимир Стојадиновић
  - Споменик „Палим борцима и жртвама фашизма“, 1955. година - подигнут у Горњем Милановцу.
- Слободан Стојановић
  - Споменик „Устанку“, 1977. година - постављен у Параћину. У изградњи је учествовао и архитекта Радомир Прокић.
- Сретен Стојановић
  - Споменик „Слобода“, 1951. година - постављен на Иришком венцу, на Фрушкој гори.
  - Споменик „Устанку“, 1952. година - подигнут у Босанском Грахову.
  - „Македонка“, 1957. година“ - подигнут на спомен-костурници код Куманова.
- Војин Стојић
  - Споменик „Палим борцима“, 1963. година - подигнут у Петровцу на Мору.
  - Споменик Космајском НОП одреду, 1971. година - подигнут на врху планине Космај и посвећен борцима Космајског партизанског одреда.
- Славко Тихец
  - Споменик Похорском батаљону, 1959. година - постављен код Осанкарице на Похорју.
  - Споменик „Народноослободилачкој борби“, 1975. година - подигнут у Марибору.
- Лука Томановић
  - Споменик „Палим борцима и жртвама фашизма“, 1954. година - подигнут у Херцег-Новом. У изградњи споменика учествовао је и архитекта Никола Добровић.
  - Споменик „Палима за слободу“, 1954. година - подигнут у Котору. У изградњи споменика је учествовао и архитекта Војислав Ђокић.
- Драго Тршар
  - Споменик „Учесницима револуције“, 1962. година - постављен у Камнику.
  - Споменик „Револуције“, 1975. година - постављен на Тргу Републике у Љубљани.
  - Споменик „Револуцији“, 1985. година - постављен у спомен парку Вукосавци код Лопара (БиХ).
- Душан Џамоња
  - Споменик „Просиначким жртвама“, 1960. година - постављен на Тргу Просиначких жртава у Дубрави, Загреб. Посвећен 16-орици антифашиста које су усташе обесиле 20. децембра 1943. године. Први јавно изложени апстрактни споменик на подручју Југославије.[6]
  - Споменик „Револуцији“, 1967. година - подигнут у Подгарићу у Мославини.
  - Споменик „Револуцији“, 1967. година - подигнут на Мраковици, на планини Козари.
  - Спомен костурница палим Југословенима, 1970. година - подигнута у Барлети, Италија.
  - Споменик „Победе и жртвама“, 1974. година - постављен у меморијалном комплексу „Сремски фронт“ у Адашевцима, код Шида.

## Галерија

### Босна и Херцеговина
- Споменик „Вјечна ватра“, Сарајево. 1946.
- Долина хероја, Тјентиште, група аутора, 1963-1974.
- Спомен-парк Гаравице, Бихаћ, Богдан Богдановић, 1949-1986.
- Споменик палим Крајишницима, Бања Лука, Антун Аугустинчић, 1961.
- Спомен подручје Доња Градина, Општина Козарска Дубица
- Споменик Револуцији, Козара, Душан Џамоња, 1969-1972.
- Споменик „Пилотима и народним херојима“, Међувође. 1951.
- Некропола жртвама фашизма, Нови Травник, Богдан Богдановић, 1975.
- Споменик Јосипу Брозу Титу, Сарајево. Антун Аугустинчић.
- Партизанско гробље у Мостару, Богдан Богдановић, 1949-1986.
- Споменик "Борцима Срема и источне Босне" у спомен-гробљу у Доњој Трнови, Јован Кратохвил, 1952.

### Северна Македонија
- Споменик „Непобеђени“, спомен-парк „Револуције“ Прилеп. 
 Богдан Богдановић, 1961.
- Спомен костурница, Кичево. 
 Јордан Грабулоски, 1968.
- Илинден, Крушево. 
 Јордан Грабулоски и Искра Грабулоска, 1974.
- Споменик „Палим борцима“, Скопље.
- Споменик „Револуцији“, Куманово. 
 Сретен Стојановић и Коста Зордумис, 1957.
- Споменик „Револуцији“, Битољ.
- Споменик „Револуцији“, Струмица.
- Споменик „Жени борцу“, Тетово.
- Споменик народном хероју Вери Јоцић, Скопље.
- Споменик народном хероју Стевану Наумову, Битољ.
- Споменик народном хероју Чеди Филиповском, Гостивар.

### Словенија
- Меморијални комплекс Бегуње, страдалим у концентрационом логору од 1941. до 1945. Борис Калин и Антон Битенц.
- Део спомен-комплекса посвећеног Похорском батаљону.
- Партизанска болница Згорњи Храстник.
- Партизанска болница Фрања.
- Споменик палим борцима, Крвавец.

### Србија
- Гробница народних хероја, Калемегдан, Београд, Стеван Боднаров 1949.
- Спомен комплекс „Кадињача“, Кадињача, код Ужица, Миодраг Живковић, 1979.
- Гробље ослободилаца Београда 1944, Београд, Раде Станковић.Гробље ослободилаца Београда 1944, Београд, Раде Станковић.
- Спомен-парк Попина, Штулац, Богдан Богдановић, 1978-1980.
- Споменик „Стрељаним ђацима“, спомен-парк „Крагујевачки октобар“, Миодраг Живковић, 1963.
- Споменик „Космајском НОП одреду“, Космај, Војин Стојић, 1982.
- Споменик у Араповој долини, Лесковац, Богдан Богдановић, 1973.
- Споменик „4. децембар 1943“, Пријепоље, Лојзе Долинар, 1953.
- Споменик „Позив на устанак“, Београд, Војин Бакић.
- Споменик „Три песнице“, Бубањ, код Ниша, Иван Саболић, 1963.
- Споменички комплекс Бела Црква, Бела Црква, Стеван Боднаров и Богдан Богдановић, 1951-1971..
- Споменик народном хероју Жикици Јовановићу Шпанцу, Радановци, код Косјерића, Мирослав Протић, 1981.
- Споменик „Палим борцима“, Приштина, Миодраг Живковић, 1961.
- Споменик рударима јунацима из НОБ, Косовска Митровица, Богдан Богдановић, 1973.
- Споменик жртвама фашизма у Новом Саду, Јован Солдатовић 1971.
- Део споменика „Слобода“ на Иришком венцу, рад вајара Сретена Стојановића
- Споменик Жарку Зрењанину у Зрењанину, Радета Станковић 1952.
- Споменик палим борцима у Манђелосу
- Споменик Новосадском партизанском одреду, Павле Радовановић 1971.
- Спомен-комплекс „Сремски фронт“ у Адашевцима, Јован Солдатовић 1988.
- Споменик палим борцима и жртвама фашизма, Стара Моравица
- Споменик револуције у Власотинцу, Богдан Богдановић, 1975.

### Хрватска
- Споменик „Позив на устанак“ у Бјеловару, рад вајара Војина Бакића
- Споменик „Маршал Тито“ у Кумровцу, рад вајара Антуна Аугустинчића
- Споменик „Победа“, мем. комплекс „Батинска битка“. Антун Аугустинчић, 1947.
- Споменик „Камени цвет“, 
 мем. комплекс „Јасеновац“. 
 Богдан Богдановић, 1966.
- Споменик „Револуцији“ у Подгарићу, Мославина. Душан Џамоња, 1967.
- Меморијални парк Петрова Гора, Петрова гора, група аутора, 1963-1982.
- Гробница народних хероја на Мирогоју, Загреб. 
 Ђуро Кавурић, 1968.
- Спомен-парк Брезовица, Сисак 
 Желимир Јанеш, 1981.
- Спомен-парк Дудик, Вуковар 
 Богдан Богдановић, 1978-1980.
- Спомен-подручје Тичан, Тичан код Вишњана 
 Богдан Богдановић, 1978-1980.
- Споменик 26 смрзнутих партизана, Матић пољанa
 Зденко Сила
- Споменик свим борцима Народноослободилачког рата и жртвама фашистичког терора села Слабиња, 1981.
- Споменик победи народа Славоније, Каменска 
 Војин Бакић, 1968.
- Споменик Револуције, Макарска 
 Матија Салај, Шиме Вулас и Анте Кудуз, 1974.
- Споменик „Слободе“, Доњи Михољац. 
 Стјепан Брлошић, 1968.
- Споменик „Палим железничарима 1941-1945“, Ријека.
- Споменик народном хероју Николи Цару, Цриквеница. 
 Звонко Цар, 1976.

### Црна Гора
- Споменик „Слободи”, Беране, рад вајара Богдана Богдановића 1977. година.
- Споменик Партизану-борцу у Подгорици, 1957. година.

### Изван граница некадашње Југославије
- Спомен костурница палим Југословенима, Барлета, Душан Џамоња 1970. година.